# 安德烈·赫林卡
安德烈·赫林卡（1864年9月27日—1938年8月16日）是一名斯洛伐克天主教神父、记者、银行家、政治家。他是极右翼政党斯洛伐克人民党的创始人和第一任党魁，因而被后世视为法西斯分子，但苏联解体后，他获得了斯洛伐民族主义者的同情，头像曾出现在斯洛伐克100元纸币上。2007年9月斯洛伐克国民议会差点通过议案，将其定为“国父”。斯洛伐克各地至今还有纪念他的雕像。

## 外部连接

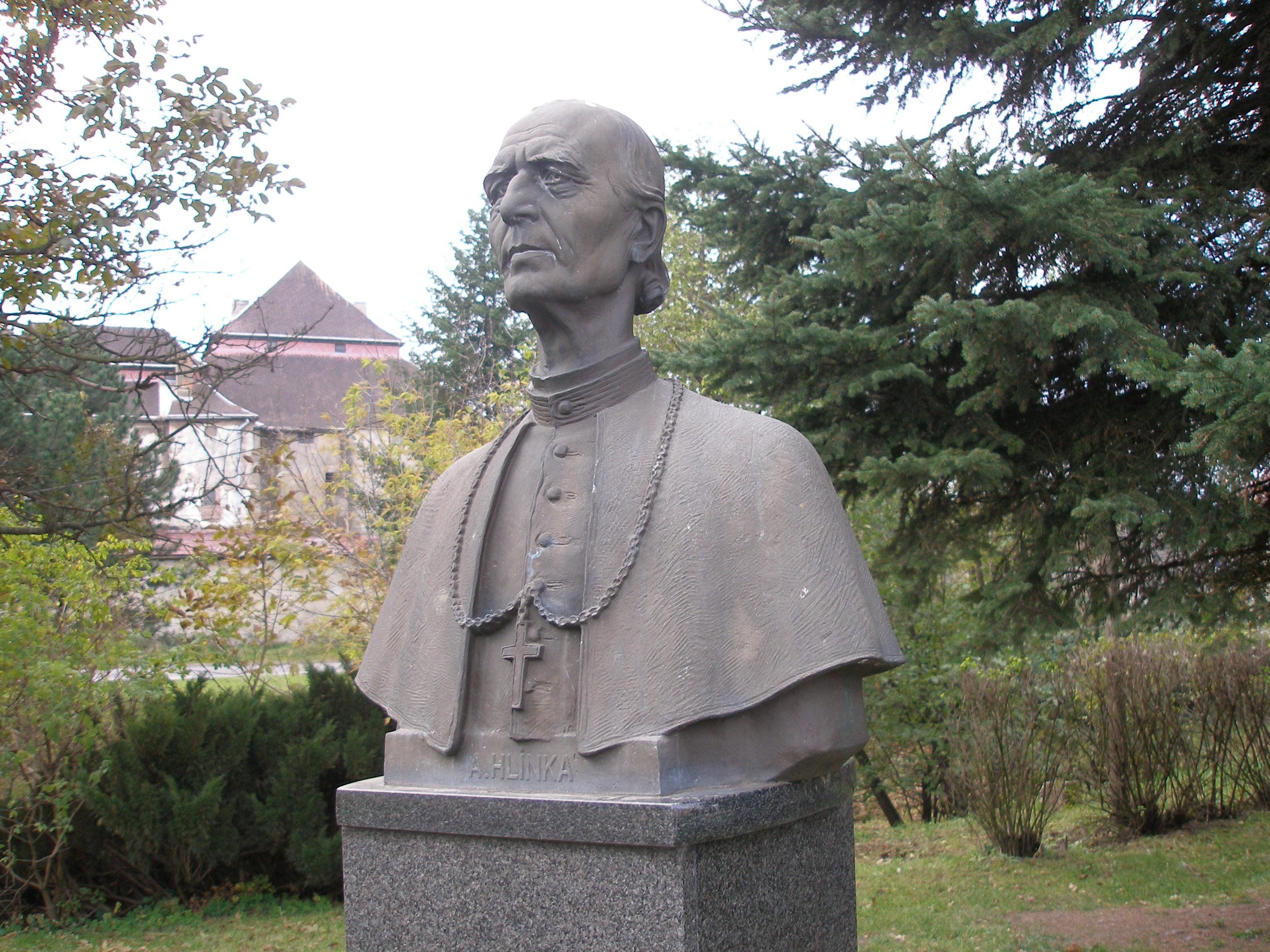
普雷绍夫的赫林卡像

- Talks about the Slovak history and about Andrej Hlinka （页面存档备份，存于） by Dr. Juraj Kuniak (Agens Banska Bystrica, 1991; ISBN 80-900504-0-9) translation into English by Dr. H. Reuvers, Maastricht, 2004.
- 有关安德烈·赫林卡在德国经济学中央图书馆（ZBW）20世纪新闻档案中的剪报。